# مساعد السعيد
مساعد السعيد أديب وكاتب سعودي.

## أعماله
مثل السعودية في محافل ثقافية عربية ونال فيها التكريم بتونس والدوحة وأبوظبي ودبي والكويت وبيروت والقاهرة، أشرف على العديد من الصفحات المتخصصة في التعليم والأدب واكتشاف المواهب ويكتب لمجلتي النهضة وألوان.

### الرياضة والادب
بدأ حياته لاعبا وهدافا لشباب الهلال 1410 هـ ولتدفق موهبته التهديفية وقبل تصعيده للفريق الأول دار خلف كواليس أندية النصر والهلال والاتحاد صراع وتنافس مما جعله يترك المجال الرياضي وينتقل من موهبة القدم لرياضة الفكر ويستقل مركب الإبداع الكتابي فاتجه للكتابة في المجلات الثقافية والأدبية الخليجية والعربية.

## جوائز
فاز بجائزة أفضل كاتب عربي من مؤسسة البيان العربي في باريس، وكان أول أديب سعودي يحققها.